# Marcelle Mercenier

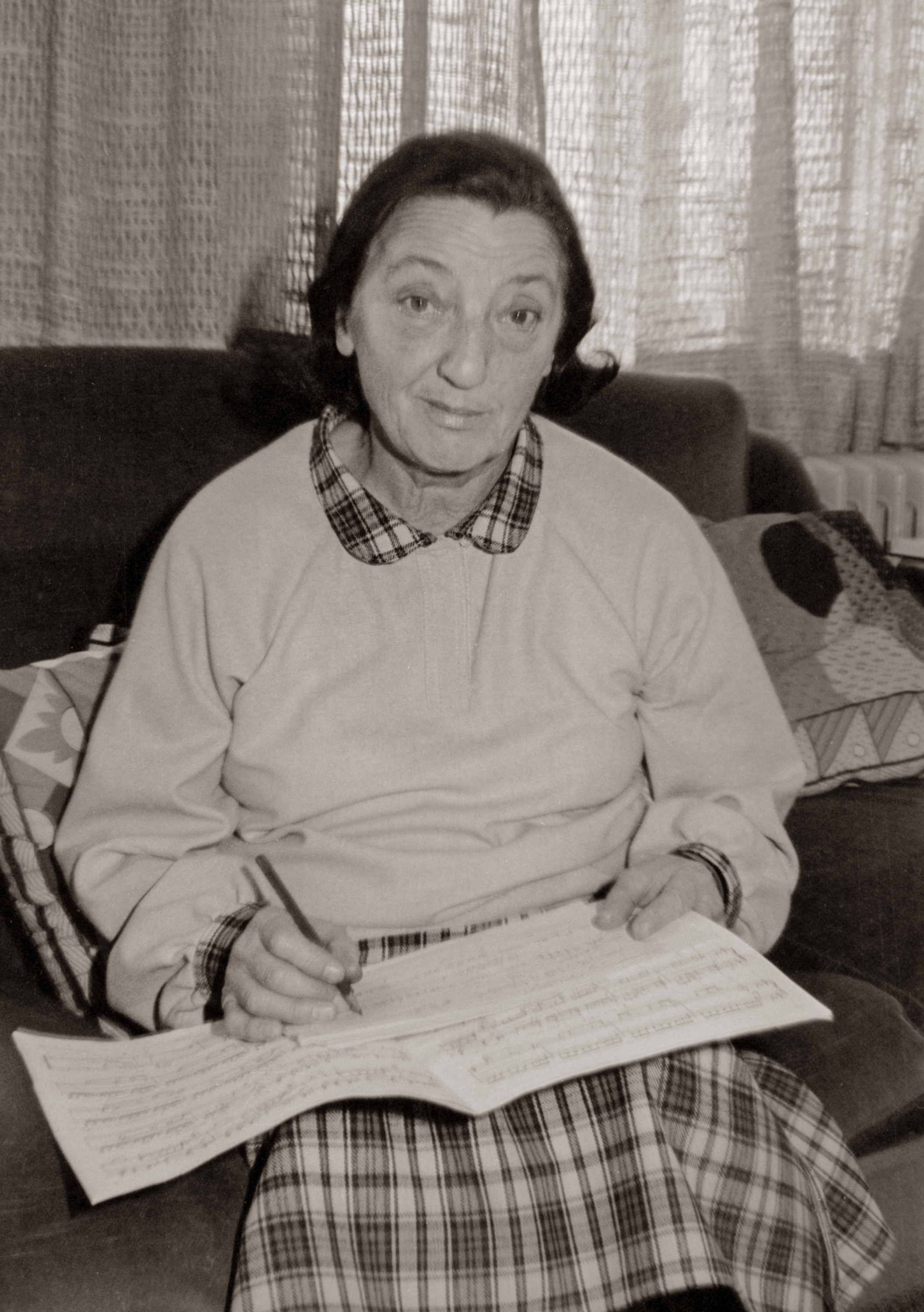
Marcelle Mercenier, thuis, rond 1980

Marcelle Mercenier (Jemeppe-sur-Meuse, 21 april 1920 – Luik, 13 maart 1996) was een Belgische pianiste en docente.

## Jeugd en studie
Marcelle Mercenier werd geboren in Jemeppe-sur-Meuse in een bescheiden familie, haar vader was rijkswachter. Ze studeerde muziek aan het Koninklijk Conservatorium van Brussel bij Stefan Askenase en Eduardo del Pueyo.

## Muzikale carrière
Mercenier stond bekend als een invloedrijke pedagoog in Brussel en vervolgens in Luik. Ze was een liefhebber van hedendaagse muziek. Ze legde zich met hart en ziel toe op  muzikale creatie en gaf meer dan dertig jaar lang voorbeeldige uitvoeringen van enkele van de meest vernieuwende werken, waarin extreme verfijning van interpretatie werd gecombineerd met grote energie en opvallend inzicht.
Haar interpretaties van Concerti van Mozart, Chopin, Liszt en Ravel, onder dirigenten als Charles Munch en Franz André, werden al snel opgemerkt. Ze trad op met Francis Poulenc en leek voorbestemd voor een glorieuze toekomst. Ze stemde er alleen in toe om werken te spelen die ze als kwalitatief hoogstaand beschouwde, hoewel dit haar er niet van weerhield om af en toe de vertoning van stomme films te begeleiden en ervoor te improviseren.
Na de bevrijding knoopte ze nauwe banden aan met de groep jonge musici rond Pierre Froidebise (onder andere Célestin Deliège, Marthe Pendville, Édouard Senny, Henri Pousseur). Ze raakte vertrouwd met het werk van Arnold Schönberg, Alban Berg en Anton Webern en werd een toegewijde vertolker van hun muziek. Het was bij deze groep dat ze Pierre Boulez ontmoette, wiens werken ze daarna speelde.
Marcelle werd lid van de groep Séminaire des Arts, opgericht in augustus 1944 in Brussel, na een ontmoeting met de oprichter; componist André Souris. In een concertenreeks van de groep bracht ze samen met Herlin Van Boterdael (solofluitist bij het Orchestre de la Monnaie) op 28 februari 1947 in het Paleis voor Schone Kunsten Sonatine voor fluit en piano in première.
In 1952-1953 werd Marcelle, die eerder pianoles had gegeven aan de Académie de musique in Sint-Jans-Molenbeek, benoemd tot professor aan het Conservatoire Royal de Liège. Haar persoonlijkheid trok geleidelijk veel aspirant-pianisten aan. Ze kende een groot succes als lerares aan het Conservatorium van Luik.
In de zomer van 1954 bracht ze de eerste cyclus Klavierstücke van de jonge Karlheinz Stockhausen in première tijdens de "Ferienkurse für neue Musik" in Darmstadt. Deze stukken waren aan haar opgedragen. Daarna voerde ze deze cyclus tijdens de 'Concerts du Domaine musical' opnieuw uit in Parijs, op uitnodiging van Pierre Boulez. Vervolgens heeft ze zich lange tijd voorbereid op het spelen van de 2e Sonate voor piano van Pierre Boulez. Ze bracht het uit tijdens een concert en nam het werk op voor de radio, waarna ze mee de definitieve versie van de 3e Pianosonate van diezelfde componist maakte en in première bracht.
Haar toewijding aan nieuwe werken heeft haar er echter niet van weerhouden om een aantal grote werken uit het klassieke repertoire uit te voeren en op te nemen. In Luik blies ze één van haar grote successen nieuw leven in, het 2e Concerto voor piano en orkest van Franz Liszt. Daarna bracht ze een versie uit van de Douze Études van Debussy en een opname met werken van Joseph Jongen. In 1967 werd Marcelle Mercenier uitgenodigd in de Verenigde Staten om het Miroir de votre Faust van Henri Pousseur en de 9e Sonate van Alexander Scriabin uit te voeren op verschillende grote universiteiten. Ze speelde ook in het Teatro Real in Madrid op uitnodiging van de Baskische componist Luis de Pablo en nam deel aan het Festival d'Avignon voordat ze naar Kirchheim in Beieren reisde om Les Ephémérides d'Icare II van Henri Pousseur op te nemen met het 'Ensemble Musique Nouvelle'.
In de jaren 1980 speelde ze het Pianoconcerto van John Cage in het Conservatorium van Brussel en bracht ze verschillende stukken van componisten uit de opkomende generatie in première. Ze was verantwoordelijk voor de première (en opname) van Philippe Boesmans' Concerto voor piano en orkest in Luik, Brussel en op de 'Rencontres internationales de musique contemporaine' in Metz.
In 1985 ging ze met pensioen.

## Rotstuin
In functie van haar baan als lerares aan het Conservatorium van Luik verliet ze Brussel om zich te vestigen in Luik, waar haar moeder (ondertussen weduwe) een klein huis bezat op de hoogten in de buurt van de Citadel van Luik. Hier leefde ze lange tijd geïsoleerd van het onderwijzend personeel. Deze relatieve eenzaamheid compenseerde ze met optredens, van vooral recente muziek, en door steeds meer tijd te besteden aan haar tuin. Als lid van de plaatselijke botanische vereniging, liefhebster van de alpenflora en vriendin van zowel kunst- als natuurliefhebbers zoals de professoren Marcel Florkin en Zénon Bacq, legde ze een rotstuin aan met hooggebergte-soorten van over de hele wereld.

## Discografie
- Pierre Boulez, 2e Sonate pour piano, Heugel – DH2[5]
- Claude Debussy, Douze Études Pour Le Piano, Musica Magna – MAG 50 011[6]
- Joseph Jongen, Oeuvres Pour Piano[7]
- Joseph Jongen, Music in Wallonia[8]
- Philippe Boesmans, Concerto pour Piano, Ricercar – RIC 014024[9]